# Fabio Cristofari
Fabio Christofari (zm. 1689) – włoski mozaikarz, żył w drugiej połowie XVII w. i pierwszej XVIII w. Był ojcem innego znanego twórcy mozaik, Pietro Paolo Cristofari.